# Boca Chica Village
Starbase, precedentemente Boca Chica Village, Kopernik Shores è una piccola comunità non incorporata della contea di Cameron in Texas, negli Stati Uniti. Fu fondata verso la fine degli anni 1960, ed esiste ancora ai giorni nostri, anche se il villaggio vero e proprio è cambiato notevolmente dal 2018 quando le imprese industriali sono arrivate a occupare gran parte dei terreni del villaggio. Si trova a 32 km a est della città di Brownsville, sulla penisola di Boca Chica, e fa parte delle aree metropolitane di Brownsville-Harlingen-Raymondville e Matamoros-Brownsville. Si trova sulla Texas State Highway 4, immediatamente a sud della laguna di South Bay, e si trova a circa 3,2 km a nord-ovest della foce del Rio Grande.
Nel 2014, il villaggio è stato scelto come luogo per la costruzione di una struttura di controllo per il sito di lancio di SpaceX South Texas, mentre il sito di lancio stesso doveva essere costruito a sole 2 miglia più a est, adiacente al Boca Chica State Park sulla costa del golfo.
Nel marzo 2021, Elon Musk ha annunciato l'intenzione di incorporare una nuova città nell'area che si chiamerà Starbase. Starbase dovrebbe comprendere l'attuale Boca Chica Village, il sito di test di SpaceX e il sito di lancio e altro ancora dell'area circostante di Boca Chica.